# Bank of Scotland

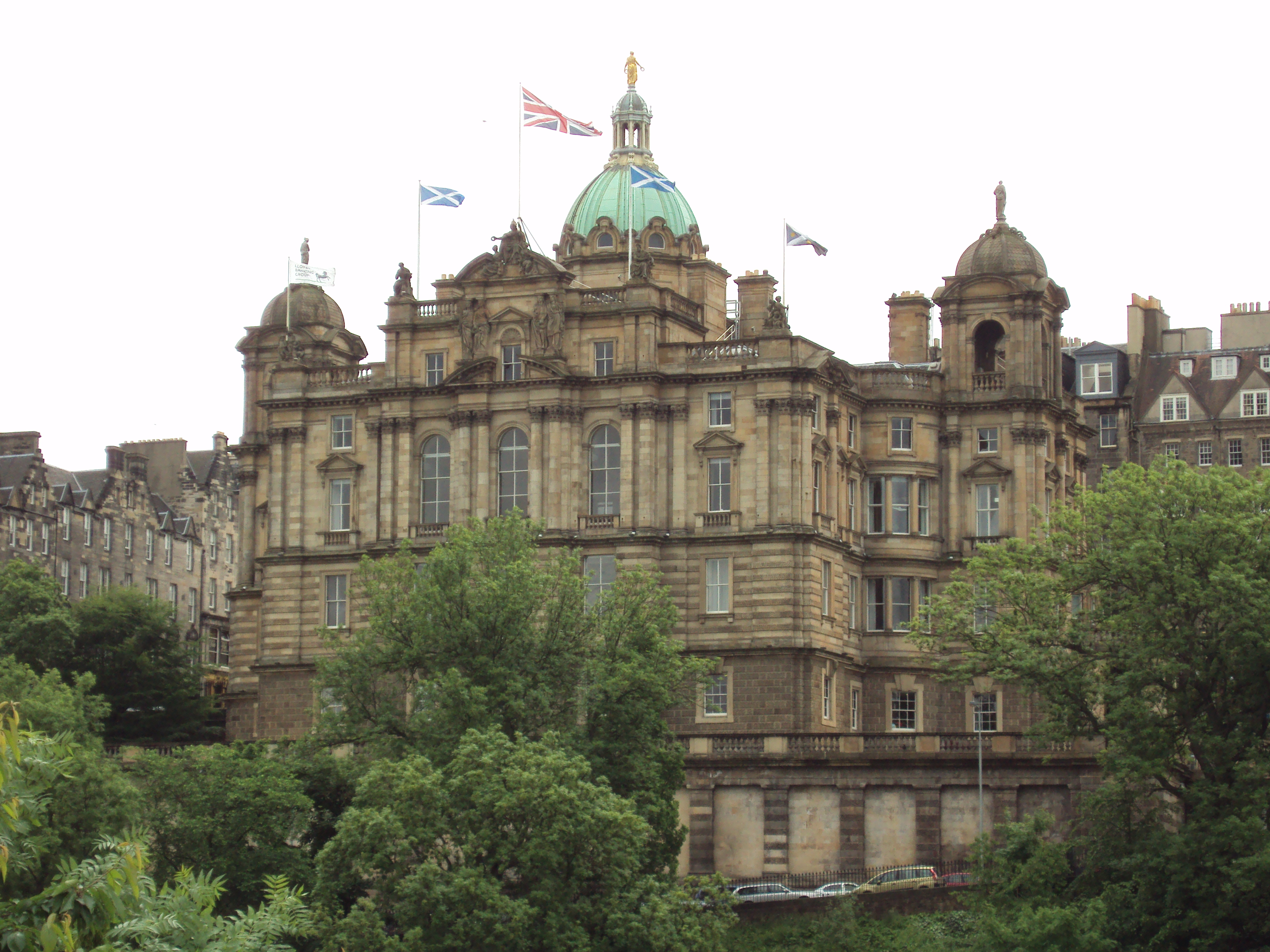
Sede central del Bank of Scotland en Edimburgo.

El Bank of Scotland plc es un banco comercial y de compensación, con base en Edimburgo, Escocia. Con origen en el siglo XVII, es el banco más antiguo que aún sobrevive de lo que ahora es el Reino Unido y es la única institución comercial creada por el Parlamento de Escocia que existe todavía. Asimismo, fue el primer banco en Europa que imprimió su propio papel moneda. Si bien el Bank of Scotland no tiene ya funciones de banco central, continua imprimiendo sus propias libras esterlinas, junto con otros dos bancos comerciales escoceses, bajo acuerdos legales que permiten a algunos bancos del Reino Unido emitir monedas.
Desde el 10 de septiembre de 2001, el Bank of Scotland pasó a formar parte de HBOS, tras la fusión con Halifax (ex Sociedad Constructora Halifax). El Bank of Scotland posee una participación del 50% del Sainsbury's Bank, siendo Sainsbury's el poseedor de la otra mitad. El 17 de septiembre de 2007, el Regulador y la Compañía del Bank of Scotland convirtió al Bank of Scotland en una Sociedad anónima, como parte de la Ley de Reorganización del Grupo HBOS, aprobada por el Parlamento del Reino Unido

## Historia

### Fundación
El Bank of Scotland fue fundado por ley del Parlamento de Escocia del 17 de julio de 1695, mientras que la ley para edificar e iniciar las funciones se dio en febrero de 1696. Aunque fue establecido poco después que el Banco de Inglaterra (1694), el Bank of Scotland era una institución muy diferente. Si el Banco de Inglaterra fue establecido específicamente para financiar los gastos de defensa del gobierno inglés, el Bank of Scotland fue creado por el gobierno escocés para apoyar la economía de Escocia y se le prohibió prestar al gobierno sin una aprobación parlamentaria. La ley fundacional concedió al banco un monopolio en la banca pública escocesa por 21 años, permitió que los directores del bancos recaudaran un capital nominal de £ 1 200 000 libras escocesas (£ 100 000 libras esterlinas), concedió a los accionistas responsabilidad limitada y la cláusula final (revocada en 1920) mandaba que todos los propietarios (accionistas) de origen extranjero fueran naturalizados escoceses "para todo propósito e intención que quieran". John Holland, un inglés, fue uno de los fundadores del banco. Su primer contador en jefe fue George Watson.

## Lista de gobernantes
- John Holland
- Alexander Melville, 3.er conde de Leven
- Alexander Hume, 2.º conde de Marchmont
- Charles Hope, 1.er conde de Hopetoun
- John Stratton
- John Hay, 4.º marqués de Tweeddale
- Hugh Hume, 3.er conde de Marchmont
- Henry Dundas, 1.er vizconde Melville
- Robert Dundas, 2.º vizconde Melville
- James Broun Ramsey, 1.er marqués de Dalhousie
- John Campbell, 2.º marqués de Breadalbane
- George Hamilton-Baillie, 11.er conde de Haddington
- John Hamilton Dalrymple, 10.º conde de Stair
- Alexander Hugh Bruce, Lord Balfour de Burleigh
- William John Mure
- Sidney Herbert, Lord Elphinstone
- Sir John Craig
- Steven Bilsland, Lord Bilsland
- Henry Alexander Hepburn-Scott, Lord Polwarth
- Ronald John Bilsland Colville, Lord Clydesmuir
- Sir Thomas Neilson Risk
- Sir David Bruce Pattullo
- Sir Matthew Alistair Grant
- Sir John Calman Shaw
- Sir Peter Burt
- George Mitchell
- Dennis Stevenson, Lord Stevenson de Coddenham